# USS Philadelphia (1799)
Pour les autres navires du même nom, voir USS Philadelphia.
L'USS Philadelphia est une frégate de 36 canons construite pour l'United States Navy en 1799. Elle a été lancée le 28 novembre 1799, mise en service le 5 avril 1800 et détruite en 1804.

## Histoire

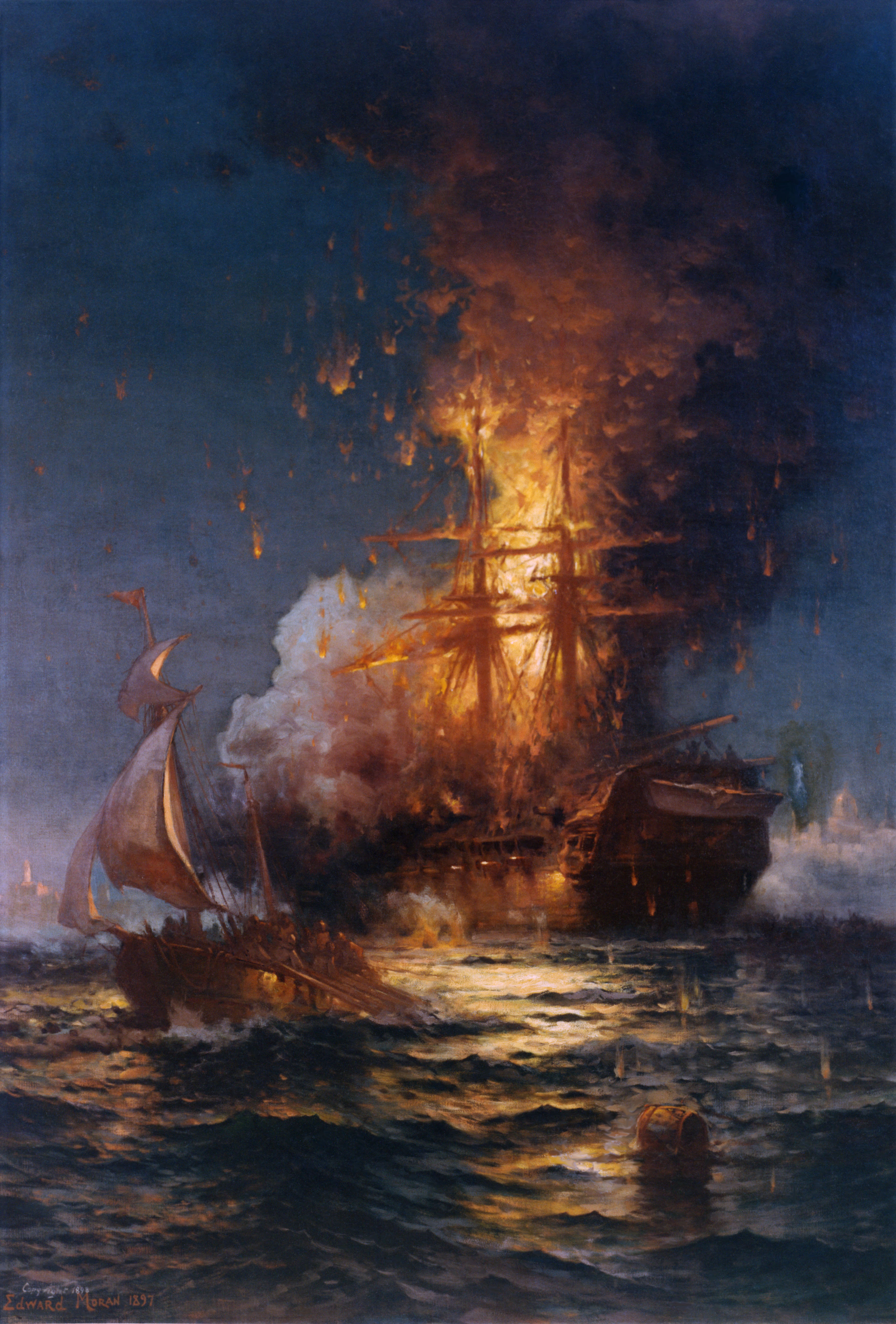
L'USS Philadelphia en feu dans le port de Tripoli (huile d'Edward Moran, 1897).

L'USS Philadelphia est mis en service le 5 avril 1800 par le capitaine Stephen Decatur, commandant en chef.
Il participe activement à la quasi-guerre, avant d'assurer une croisière d'un an en mer Méditerranée. En 1803, il s'échoue lors d'un combat au large de Tripoli, et les marins après avoir essayé de le renflouer en l'allégeant (canons passés par-dessus bord ainsi que tous les équipements non indispensables, abattage du grand-mât) doivent se rendre et sont emmenés en esclavage par les Barbaresques. Les Tripolitains renflouent le navire, récupèrent les canons noyés et ramènent leur prise dans leur port. L'US Navy ne peut accepter de laisser un tel bâtiment entre les mains des pirates qui écument la Méditerranée. Il est décidé de le reprendre et de le ramener à bon port si c'est possible, à défaut de le détruire. Un groupe de marins, mené par le capitaine Stephen Decatur, conduit une expédition le 16 février 1804 et le brûle afin qu'il ne reste pas entre des mains ennemies après avoir constaté l'impossibilité de le faire naviguer.
L'amiral Nelson dira à ce propos que c'était « l'acte le plus audacieux de l'époque ».